# Ernest Harper
Ernest  „Ernie” Harper (ur. 2 sierpnia 1902 w Chesterfield, zm. 9 października 1979 w Tullamarine (przedmieściu Melbourne)) – brytyjski lekkoatleta (długodystansowiec), wicemistrz olimpijski z 1936.

## Życiorys
Zajął 4. miejsce w biegu przełajowym oraz 5. miejsce w biegu na 10 000 metrów na igrzyskach olimpijskich w 1924 w Paryżu. Na igrzyskach olimpijskich w 1928 w Amsterdamie zajął 22. miejsce w biegu maratońskim.
Startując jako reprezentant Anglii zajął 2. miejsce w 1924 w Crossie Narodów (poprzedniku mistrzostw świata w biegach przełajowych), a w 1926 zwyciężył w tej imprezie.
25 sierpnia 1929 w Berlinie ustanowił rekord świata w biegu na 25 000 metrów z wynikiem 1:23:45,8.
Zdobył srebrny medal w biegu na 6 mil na Igrzyskach Imperium Brytyjskiego w 1930 w Hamilton za Billym Savidanem z Nowej Zelandii.
Na igrzyskach olimpijskich w 1936 w Berlinie zdobył srebrny medal w biegu maratońskim za  Koreańczykiem Sohnem Kee-chungiem reprezentującym Japonię, a przed innym Koreańczykiem (również w barwach Japonii) Namem Sung-yongiem.
Był mistrzem Wielkiej Brytanii (AAA) w biegu na 10 mil w 1923, 1926, 1927 i 1929 oraz w biegu przełajowym w 1927 i 1929.
Nigdy nie wygrał biegu maratońskiego.
W 1939 został zawodowym lekkoatletą. W późniejszych latach mieszkał z zamężną córką w Australii, gdzie zmarł.